# Atopsyche trifida
Atopsyche trifida är en nattsländeart som beskrevs av Donald G. Denning 1948. Atopsyche trifida ingår i släktet Atopsyche och familjen Hydrobiosidae. Inga underarter finns listade i Catalogue of Life.

## Bildgalleri

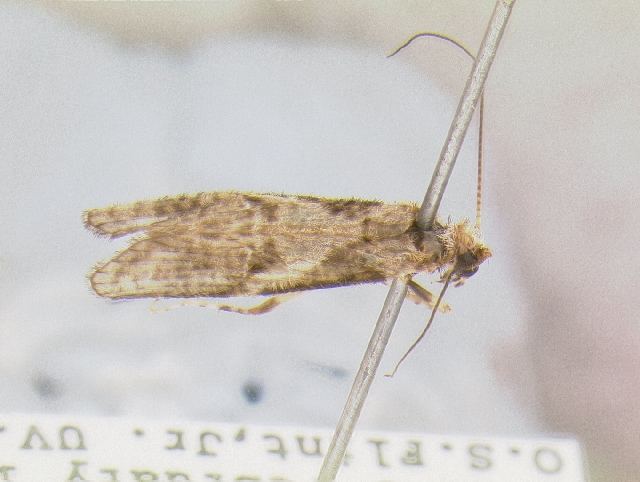